# Gornjesavski muzej Jesenice
Gornjesavski muzej Jesenice je muzej, ki se nahaja na Jesenicah in katerega sta leta 2004 ustanovili Občina Jesenice in Občina Kranjska Gora.

## Zgodovina
Muzej nadaljuje tradicijo muzejev na Jesenicah, ki se je pričela leta 1949, ko so na Jesenicah ustanovili Zbirni urad Tehniškega muzeja. 17. maja je Ministrstvo za znanost in kulturo Ljudske republike Slovenije ustanovilo Pripravljalni odbor za ustanovitev železarskega muzeja na Jesenicah, ki je bil ustanovljen 3. julija 1951 s preimenovanjem zbirnega urada. Čez dve leti, 20. januarja 1953, je muzej prešel v last Železarne Jesenice, ki pa je muzej zaprla leta 1990. Naslednje leto je bil ustanovljen Muzej Jesenice, ki je nadaljeval tradicijo železničarskega muzeja in prevzel skrb nad spominskimi hišami (Liznjekova domačija, Prešernova rojstna hiša, Finžgarjeva rojstna hiša) in galerijo v Kosovo graščino. Leta 2000 je bil muzej preimenovan v sedanje ime, pri čemer so bile ustanoviteljice poleg občine Jesenice in Kranjska gora še Občina Žirovnica. Čez štiri leta (2004) je bil muzej dokončno ustanovljen kot skupni muzej dveh občin (Jesenice in Kranjska Gora).